# Strinawa-Gletscher
Der Strinawa-Gletscher (bulgarisch ледник Стринава lednik Strinawa) ist ein 6 km langer und 3 km breiter Gletscher im westantarktischen Ellsworthland. In den Sullivan Heights auf der Ostseite der Sentinel Range des Ellsworthgebirges fließt er von den Nordwesthängen des Mount Farrell und den Südosthängen des Berggrats am Mount Levack in östlicher Richtung zum Dater-Gletscher, den er westlich des Dickey Peak in den Flowers Hills erreicht.
US-amerikanische Wissenschaftler kartierten ihn 1988. Die bulgarische Kommission für Antarktische Geographische Namen benannte ihn 2012 nach der mittelalterlichen Festung Strinawa im Norden Bulgariens.